# بجيل (فرع العدين)

تعديل مصدري - تعديل

بجيل هي إحدى قرى عزلة الوزيرة بمديرية فرع العدين التابعة لمحافظة إب، بلغ تعداد سكانها 926 نسمة حسب تعداد اليمن لعام 2004.